# Brigitte Boudon
Brigitte Boudon est une philosophe française, née le 20 juillet 1955 à Lyon et décédée subitement le 27 décembre 2023 à Paris en plein enregistrement radio pour France Culture ; docteur ès lettres, enseignante en philosophie, férue de philosophie grecque et chinoise, elle est l'auteur de nombreux ouvrages sur la Symbolique et la Philosophie. Son travail continue d'inspirer ceux qui cherchent à intégrer la philosophie dans leur vie quotidienne. 

## Biographie
Docteure ès lettres, conférencière et enseignante en philosophie à l'université du temps libre de Toulon, animatrice des Jeudi Philo à Marseille, directrice de la collection "petites conférences philosophiques" aux éditions ancrage, rédactrice en chef, elle a consacré sa vie à la transmission des sagesses du monde de l'antiquité à nos jours.

### Rédactrice en chef de la revue ACROPOLIS,
Quelques années après la création en 1973 de la revue Acropolis, Brigitte Boudon en devient la rédactrice en chef dans le but d'observer le monde pour en comprendre le sens, suivre son évolution et son devenir, tout cela avec un regard philosophique résolument post matérialiste.

De cette période qui a marqué sa jeunesse et construit sa vocation, plus tard elle écrira :

« Les années 80 étaient une époque de grand bouillonnement intellectuel autour de la notion de transdisciplinarité ; de grands colloques internationaux avaient lieu chaque année, comme le colloque de Venise en 1986, La science face aux confins de la connaissance; à ces colloques, participaient de prestigieux représentants des sciences physiques, mais aussi des sciences humaines, des philosophes, des épistémologues, des spécialistes de l’éducation. Ces grands  colloque de Cordoue, Genève, Washington, Tsukuba, Paris ont permis l’émergence d’une véritable science de l’homme transdisciplinaire, dont le XXIe siècle a hérité. Nous avons pu interviewer certaines de ces personnalités, comme Michel Random, Basarab Nicolescu,  Fritjof Capra, Michel Cazenave,  Gilbert Durand, Stéphane Lupasco, Etienne Guillé, Edgar Morin et bien d’autres. Nous avions le sentiment exaltant de diffuser l’aventure intellectuelle qui se jouait dans ces années-là. »

### Fondatrice des éditions Ancrage et des jeudis philo à Marseille

Jeudi Philo à Marseille

Elle a initié les "Jeudis Philo" à Marseille, des rencontres hebdomadaires visant à partager la philosophie de manière vivante et interactive. Dans ses multiples conférences elle s’attache à rendre accessible et vivant le message des philosophes d’hier et d’aujourd’hui. Cela fera le succès des jeudi philo à Marseille qu'elle animera de 2003 à 2017 faisant même des émules dans d'autres villes françaises. Au delà de la philosophie, elle explore également les sagesses, les mythes, les religions, les traditions du monde vivantes ou oubliées et en extrait le sens et de précieux enseignements pour la vie de tous les jours,.
Brigitte Boudon est aussi la cofondatrice en 2018 des éditions Ancrages forte d'une expérience de terrain de trente ans de pratiques du dialogue philosophique avec le grand public. Ces éditions ayant pour vocation de renouer avec une philosophie vivante, interactive, praticable par chacun en invitant le lecteur à un renversement dans sa manière de voir et de vivre le monde avec les idées et les questionnements qu’il suscite. Oscar Brenifier a rejoint la maison d’édition en 2023, avec d’autres praticiens internationaux entourés d’une directrice artistique, Isabelle Denis et de trois illustratrices Tram-Anh Vo, Gwladys Morey et Fanny Mesnil. 
L'année 2024 a vu la création de trois nouvelles collections et la refonte des meilleures ventes de la collection dirigée par Brigitte Boudon « Petites conférences philosophiques » pour la nouvelle collection « Rencontres philosophiques ».

### Mort
Elle est décédée subitement dans les studios de Radio France le 27 décembre 2023 alors qu'elle enregistrait pour France Culture avec le physicien Carlo Rovelli une émission consacrée au philosophe présocratique et pionnier de la pensée scientifique Anaximandre de Milet. Émission, cependant retransmise en hommage à Brigitte Boudon et remerciement à son mari Philippe Guitton.

## Publications

### Articles
- Brigitte Boudon, « L'homme accompli selon Cicéron », Les grands dossiers des Sciences humaines, no 12 HS Les Essentiels,‎ 2022, p73 à 78 (ISSN 2555-624X, lire en ligne) :« Je suis homme et j’estime que rien de ce qui est humain ne m’est étranger. »
- Brigitte Boudon, « Aristote - Le pouvoir de l'orateur », Les Grands Dossiers des sciences humaines, no 46(3),‎ 2017, p. 3 (lire en ligne).
- Brigitte Boudon, « Platon. D’où vient le nom des choses ? », Les Grands Penseurs du langage, Editions sciences humaine,‎ 2019, p. 5-8 (lire en ligne)
- Brigitte Boudon, « Du ciel des idées au monde sensible. », Les Grands Dossiers des sciences humaines, no 57(12),‎ 2019, p. 4 (lire en ligne).

### Ouvrages
- Brigitte Boudon, Aristote: l'art du bonheur, Maison de la philosophie Éditions Ancrages, coll. « Petites conférences philosophiques », 2016 (ISBN 979-10-93117-12-6)
- Brigitte Boudon, Descartes: l'art de la méthode, Éditions Ancrages, coll. « Petites conférences philosophiques », 2016 (ISBN 979-10-93117-17-1)
- Brigitte Boudon, Épicure: l'art de l'amitié, Maison de la philosophie, coll. « Petites conférences philosophiques », 2016 (ISBN 979-10-93117-07-2)
- Brigitte Boudon, Plutarque: l'art de l'héroïsme, Maison de la philosophie Éditions Ancrages, coll. « Petites conférences philosophiques », 2016 (ISBN 979-10-93117-15-7)
- Brigitte Boudon, L'audace des philosophes modernes, Éditions Ancrages, coll. « Petites conférences philosophiques », 2017 (ISBN 979-10-93117-24-9)
- Brigitte Boudon, Alchimistes du Moyen âge, Maison de la philosophie, coll. « Petites conférences philosophiques », 2020 (ISBN 979-10-93117-33-1)..
- Brigitte Boudon, La cause animale: vue par les philosophes, Éditions Ancrages, coll. « Petites conférences philosophiques », 2021 (ISBN 979-10-93117-35-5).
- Brigitte Boudon, Le combat des philosophes du Moyen âge et de la Renaissance, Éditions Ancrages, coll. « Petites conférences philosophiques », 2017 (ISBN 979-10-93117-22-5).
- Brigitte Boudon, Les cyniques et les sceptiques: l'art de la provocation et du doute, Éditions Maison de la philosophie, coll. « Petites conférences philosophiques », 2016 (ISBN 979-10-93117-10-2).
- Brigitte Boudon, Le désenchantement des philosophes contemporains, Éditions Ancrages, coll. « Petites conférences philosophiques », 2017 (ISBN 979-10-93117-23-2).
- Brigitte Boudon, Hypatie et le destin d'Alexandrie, Éditions Ancrages, coll. « Petites conférences philosophiques », 2022 (ISBN 979-10-93117-39-3).
- Brigitte Boudon, Jung: la philosophie des contraires, Éditions Ancrages, coll. « Rencontres philosophiques », 2024 (ISBN 978-2-38594-008-9).
- Brigitte Boudon, Kant: l'art de la pensée, Éditions Ancrages, coll. « Petites conférences philosophiques », 2016 (ISBN 979-10-93117-16-4).
- Brigitte Boudon, Oedipe et Antigone, destin et libre arbitre, Éditions Ancrages, coll. « Petites conférences philosophiques », 2020 (ISBN 979-10-93117-32-4).
- Brigitte Boudon, Platon: l'art de la justice, Maison de la philosophie Éditions Ancrages, coll. « Petites conférences philosophiques », 2016 (ISBN 979-10-93117-14-0).
- Brigitte Boudon, Plotin: l'art de la sculpture de soi, Éditions Ancrages, coll. « Petites conférences philosophiques », 2017 (ISBN 979-10-93117-20-1).
- Brigitte Boudon, La puissance des philosophes antiques, Éditions Ancrages, coll. « Petites conférences philosophiques », 2017 (ISBN 979-10-93117-21-8).
- Brigitte Boudon, Les sophistes grecs: les dangers de la table rase, Éditions Ancrages, coll. « Petites conférences philosophiques », 2019 (ISBN 979-10-93117-27-0).
- Brigitte Boudon, Les stoïciens: l'âme tranquille, Éditions Ancrages, coll. « Rencontres philosophiques », 2024 (ISBN 978-2-38594-007-2).
- Brigitte Boudon, Les stoïciens: l'art de la tranquillité de l'âme, Éditions Maison de la philosophie, coll. « Petites conférences philosophiques », 2016 (ISBN 979-10-93117-08-9).
- Brigitte Boudon, Ulysse, les douze défis, Éditions Ancrages, coll. « Petites conférences philosophiques », 2020 (ISBN 979-10-93117-31-7).
- Brigitte Boudon et Philippe Guitton, Les voies de l'immortalité dans la Grèce antique, Éditions Ancrages, 2014 (ISBN 979-10-93117-06-5).
- María Dolores Fernández-Fígares, Brigitte Boudon et Michèle Morize, Les amis de Platon, Nouvelle acropole, coll. « Collection Acropolis », 2023 (ISBN 978-2-902605-67-5).